# گلن گراهام
گلن گراهام (انگلیسی: Glen Graham; ۱۷ ژانویهٔ ۱۹۰۴ – ۱۹ ژوئیهٔ ۱۹۸۶) ورزشکار دو و میدانی اهل ایالات متحده آمریکا بود.